# Ярцево (станция)
Я́рцево — железнодорожная станция Московской железной дороги в одноимённом городе Смоленской области в 61 км от Смоленска.

## История
Станция Ярцево была построена в конце 1860-х годов, когда через Смоленскую губернию прошла Риго-Орловская железная дорога.
Открытие станции состоялось 20 сентября 1870 года, когда через неё прошёл первый поезд.
Обслуживание железной дороги требовало создание соответствующей инфраструктуры. Активную деятельность в этом направлении предпринял прибывший в Ярцево купец А. И. Хлудов, благодаря инвестициям которого было построено два кирпичных завода, несколько кузниц и мыловаренный завод.
После Великой октябрьской социалистической революции на месте пострадавшего от пожара деревянного здания вокзала было построено кирпичное.
Во время Великой Отечественной войны с июля по сентябрь 1941 года Тульский коммунистический добровольческий полк удерживал рубеж на железнодорожном вокзале, задержав танковые части вермахта, направлявшиеся на Москву, более чем на два месяца.
В 1943 году рядом со станцией проходили боевые действия по освобождению Ярцева. Части советских войск, участвовавших в этих боях, получили наименование «Ярцевских», что было запечатлено на мемориальной доске, установленной на здании вокзала в послевоенное время.

## Описание

### Общая информация
Станция относится к Смоленскому региону Московской железной дороги.

### Расположение
Находится в западной части города менее чем в километре от Минского шоссе. Рядом со станцией располагается остановка общественного транспорта «Вокзал».

### Инфраструктура
Состоит из двух низких платформ (боковой и островной), соединённых настилом через пути, и вокзального здания, оборудованного кассами.
Турникетами и навесами станция не оборудована.

### Достопримечательности
На вокзальном здании станции установлены две мемориальных доски в честь воинов Великой Отечественной войны:
- «Слава воинским соединениям и частям, получившим наименование „Ярцевских“»;
- Тульскому коммунистическому добровольческому полку.

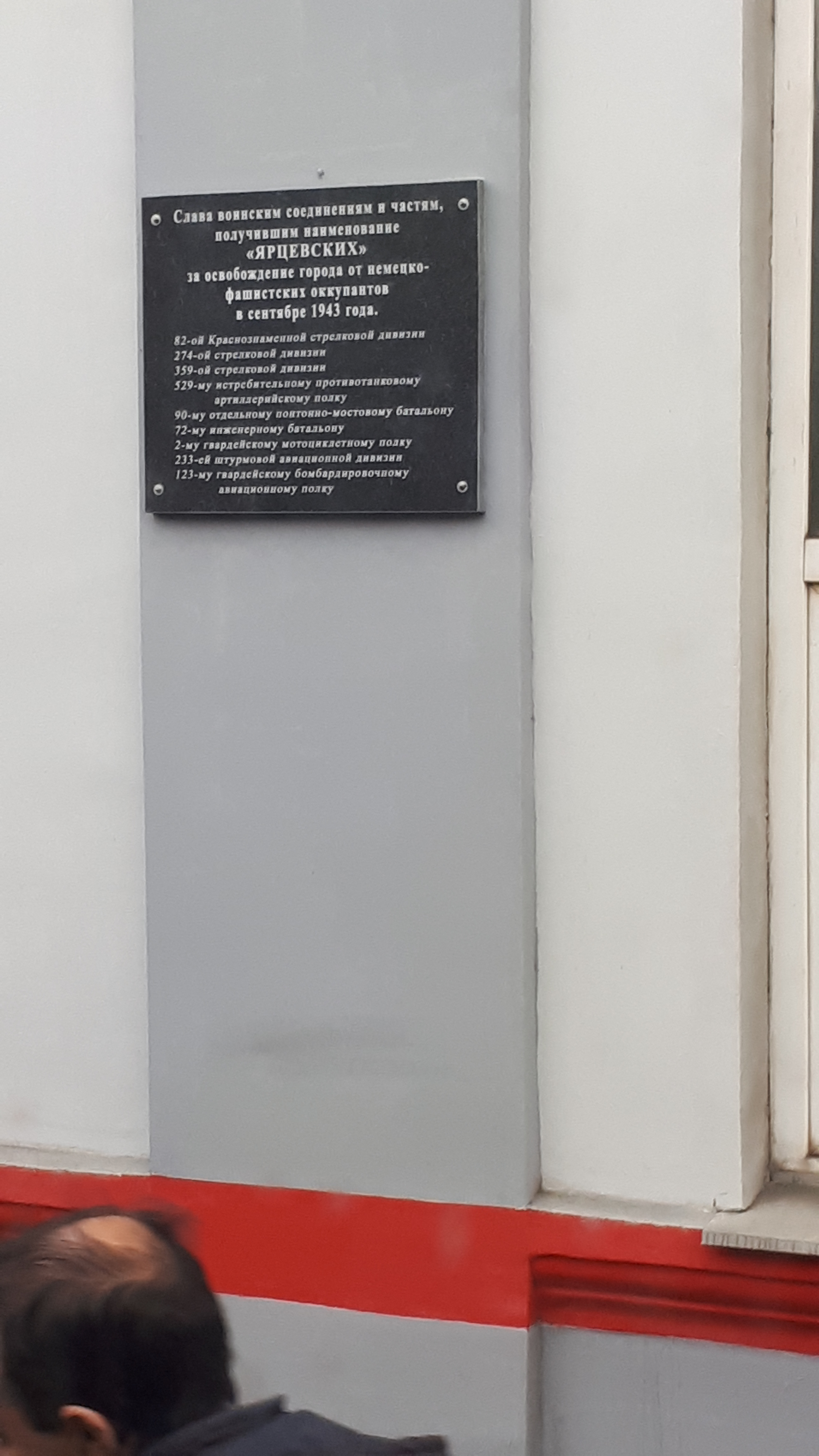
Одна из мемориальных досок на станции
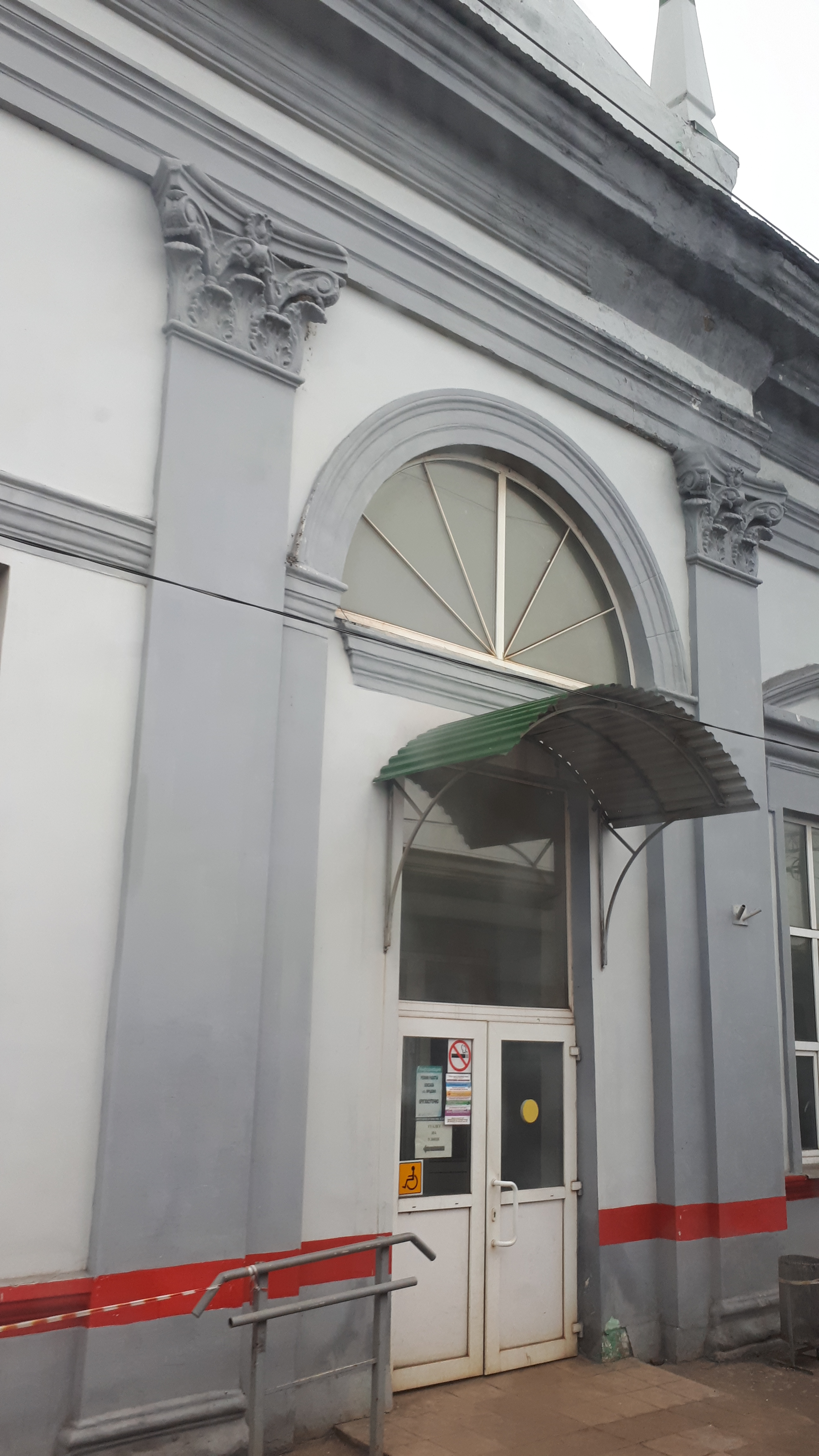
Вход в вокзальное здание

## Движение

### Пригородные поезда
С остановкой на станции проходят пригородные поезда, следующие по маршруту Смоленск — Сафоново и Вязьма — Смоленск, а также обратно.

### Поезда дальнего следования
На станции останавливаются все поезда «Ласточка», следующие по маршруту Москва — Смоленск (и обратно), а также все поезда Санкт-Петербург — Смоленск (и обратно).